# Джон Фінніс
Джон Мітчелл Фінніс (28 липня 1940) — австралійський вчений-правознавець і філософ, що спеціалізується на філософії права. Працює професором права в Університетському коледжі в Оксфорді та в університеті Нотр-Дам, де викладає юриспруденцію, політичну теорію і конституційне право. Був прийнятий до Англійської Судової Колегії як член «Грейз Інн»(Греєвська школа).

## Молоді роки
Фінніс здобув освіту в коледжі Святого Петра, Аделаїда і Університеті Аделаїди, де він був членом коледжу Святого Марка. Там він отримав ступінь бакалавра права, і виграв стипендію Родса на навчання в Університетському коледжі, в 1962 році, де він отримав ступінь доктора філософії за дисертацію про концепцію судової влади, з посиланням на федеральний конституційний закон Австралії.
Фінніс був другом Аун Сан Су Чжі, також випускниці Оксфорда; і в 1989 році, Фінніс номінував її на Нобелівську премію миру. Аун Сан Су Чжі виграла премію, але не отримала її до червня 2012 року, коли вона пригадала, як її покійний чоловік, Майкл Аріс, відвідав її під домашнім арештом і приніс їй звістку «, що друг, Джон Фінніс» номінував її на цю премію.

## Кар'єра
Фінніс — правовий філософ і автор книги «Природне право і природні права» (1980), революційний внесок у філософію права та виклад правових норм доктрини природного права. Фінніс захищає наступні основні людські блага: життя, знання, гру, естетичний досвід, комунікабельність (дружбу), практичну розсудливість і релігію, остання визначається як "всі ті переконання, які можна назвати питаннями граничного інтересу; питаннями про смисл людського існування ". Викладач філософії Стівен Бакл вважає список запропонованих основних благ Фінніса правдоподібним, але зазначає, що «точка зору Фінніса стає більш спірною, коли він вказує основні вимоги до практичної розсудливості.» Він вважає вимоги Фінніса про те, що практичний розум вимагає «поваги до кожної основної потреби в кожній дії» призначеними виключити послідовність в етиці, і підтримати моральну точку зору католицької церкви по ряду спірних питань, у тому числі контрацепції і мастурбації, які, на його думку, підривають її правдоподібність.
Крейг Патерсон пише, що робота Фінніса про етику природного закону стала джерелом розбіжностей як в неотомістських, так і аналітичних колах. Патерсон вважає роботу Фінніса цікавою, тому що він кидає виклик ключовим припущенням як неотомістів так і аналітичної філософії: ідея, що етика природного закону повинна бути заснована на спробі вивести нормативне (або «обов'язкове») висловлювання з описового (або «існуючого»)висловлювання.
Політичний оглядач Ендрю Салліван пише, що Фінніс сформулював «зрозумілу і тонку оцінку гомосексуальності», засновану на новому природному праві-менш біологічній версії теорії природного права. На його думку, Фінніс стверджує, що держава повинна стримувати суспільне схвалення гомосексуальності, при цьому відмовитись від переслідування людей на основі їхньої сексуальної орієнтації, ця позиція ґрунтується не на твердженні, що гомосексуальний секс це неприродно, але на тому що він не може створювати єдність дітонародження та емоційної прихильності, яку створює гетеро сексуальний секс, і таким чином це є загрозою/образливо для гетеро сексуального союзу. Салліван вважає, що така консервативна позиція сама по собі вразлива перед критикою, оскільки для стабільності існуючих сімей краще прийняти тих гомосексуалів, які є їх частиною. Інші вчені, такі як Стівен Маседо і Майкл Перрі, також критикували погляди Фінніса.
У травні 2011, Oxford University Press опублікувло п'ятитомне зібрання творів Джона Фінніса і друге видання книги «Природне право і природні права». Її реліз був відзначений конференцією в Юридичній Школі Нотр-Дам 9 вересня 2011. Серед виступаючих були видатні люди: Джозеф Бойл, Дін Тімоті Ендікотт, Роберт П. Джордж, Ніл Горсух, Жермен Грісе, Джон Кьоун, Патрік Лі і Пітер Райан.

## Роботи

### Книги
- Natural Law and Natural Rights (Oxford University Press 1980; 9th impression. 1997). («Природне право і природні права» (Oxford University Press 1980)
- Fundamentals of Ethics (Georgetown University Press and Oxford University Press 1983).(«Основи етики» (Georgetown University Press та Oxford University Press 1983)
- Nuclear Deterrence, Morality, and Realism, with J. M. Boyle Jr. and Germain Grisez (Oxford University Press 1987).(«Стримання ядерної загрози, мораль та реалізм» разом з Дж. М. Бойлом мол. та Гермейн Грісез (Oxford University Press 1987)
- Natural Law, 2 vols (as editor) (New York University Press 1991).(«Природне право» 2 тома (як редактор) (New York University Press 1991)
- Moral Absolutes: Tradition, Revision and Truth (Catholic University of America Press 1991).(«Абсолютні цінності моралі: традиція, переосмислення і правда» (Catholic University of America Press 1991)
- Aquinas: Moral, Political and Legal Theory (Oxford University Press 1998).(«Фома Аквінський: моральна, політична та правова теорія» (Oxford University Press 1998)
- The Collected Essays of John Finnis, five volumes. (Oxford University Press 2011).(«Збірка ессе Джона Фінніса» в п'яти томах. (Oxford University Press 2011)

### Статті
- Aquinas' Moral, Political and Legal Philosophy [Архівовано 21 березня 2021 у Wayback Machine.](Фома Аквінський: моральна, політична та правова філософія)
- The Profound Injustice of Justice Posner on Marriage [Архівовано 19 квітня 2015 у Wayback Machine.](Глибока несправедливість судді Познера про шлюб)
- Natural Law: The Classical Tradition PDF (Природне право: класична традиція)
- The Priority of Persons PDF(Переважне право людей)
- Economy or Explication? Telling the Truth About God and Man in a Pluralist Society PDF(Економіка чи легенда? Правда про Бога і людину в плюралістському суспільстві)
- The Good of Marriage and the Morality of Sexual Relations [Архівовано 4 березня 2016 у Wayback Machine.] PDF (Користь шлюбу і моральність сексуальних стосунків)
- Law, Morality and «Sexual Orientation» [Архівовано 18 жовтня 2012 у Wayback Machine.] PDF (Закон, мораль та «сексуальна орієнтація»)

### Відеолекції
- Secularism [Архівовано 6 березня 2022 у Wayback Machine.] (Секуляризм)
- God and Man [Архівовано 6 березня 2022 у Wayback Machine.] (Бог і людина)
- Practical Reason [Архівовано 6 березня 2022 у Wayback Machine.] (Практичний розум)